# Lhok Iboih
Lhok Iboih is een bestuurslaag in het regentschap Aceh Utara van de provincie Atjeh, Indonesië. Lhok Iboih telt 1835 inwoners (volkstelling 2010).